# Takeshi Honda
Takeshi Honda (本田 武史 Honda Takeshi?,  Kōriyama, Prefectura de Fukushima, Japón, 23 de marzo de 1981) es un patinador retirado de patinaje artístico sobre hielo japonés. Honda fue dos veces medallista de bronce en el Campeonato Mundial (2002 y 2003), dos veces campeón en los Cuatro Continentes (1999 y 2003) y seis veces campeón nacional de Japón.

## Primeros años
Honda nació el 23 de marzo de 1981 en Kōriyama, prefectura de Fukushima. Además de patinar, también toca el piano.

## Carrera
Honda comenzó practicando patinaje de velocidad sobre pista corta con su hermano a la edad de seis años, pero se dedicaría al patinaje artístico a los nueve. A los doce años, conjuntamente ingresó a la escuela secundaria y se trasladó a Sendai para entrenar con el ex-patinador Hiroshi Nagakubo. A pesar de comenzar a patinar a una edad relativamente tardía, avanzó rápidamente y para los catorce años se convirtió en el campeón nacional sénior más joven de Japón.
En diciembre de 1997, Honda abandonó Japón para entrenar con Galina Zmievskaya en el International Skating Center en Simsbury, Connecticut. Representó a Japón en los Juegos Olímpicos de Invierno de 1998 en Nagano, donde terminó en el puesto número quince. Después del Skate Canada de 1998, Honda se mudó a Barrie, Ontario, Canadá para entranar con Doug Leigh. Se convirtió en el primer campeón de los Cuatro Continentes al ganar el evento inaugural de la competición, en 1999.
En 2002, Honda ganó la medalla de bronce en el Campeonato Mundial de 2002 y se posicionó en el cuarto lugar en los Juegos Olímpicos de Invierno. También fue el primer patinador masculino de Japón en ganar una medalla en el Campeonato Mundial desde que Minoru Sano se llevó el bronce en 1977. Honda se retiró del Campeonato Mundial de 2005 después de lesionarse el tobillo en una caída durante el segmento clasificatorio.
Honda se retiró del patinaje en 2006 y poco después comenzaría a enseñar. También es comentarista de televisión. Reside en la ciudad de Takatsuki, Osaka, dónde entrenó a Daisuke Takahashi (como entrenador técnico) y al club de patinaje de la Universidad de Kansai. También entrenó a Mai Asada.

## Programas
| Temporada | Programa corto                                                 | Programa libre                                                                   | Exhibición                                                              |
| --------- | -------------------------------------------------------------- | -------------------------------------------------------------------------------- | ----------------------------------------------------------------------- |
| 2005–06   | - Romeo y Julieta de Nino Rota                                 | - Tosca de Giacomo Puccini                                                       | - The Dirty Boogie de Brian Setzer                                      |
| 2004–05   | - Concierto para piano n.º 1) de Frédéric Chopin               | - Concierto de Varsovia de Richard Addinsell                                     | - The Dirty Boogie de Brian Setzer                                      |
| 2003–04   | - Romeo y Julieta de Nino Rota                                 | - Concierto de Varsovia de Richard Addinsell                                     | - Wherever You Will Go de The Calling                                   |
| 2002–03   | - Leyenda de Vanessa Mae                                       | - Riverdance de Bill Whelan - La momia de Jerry Goldsmith                        | - Moulin Rouge! de Steve Sharples - Wherever You Will Go de The Calling |
| 2001–02   | - Don Quijote de Ludwig Minkus - Sing Sing Sing de Louis Prima | - Concierto de Aranjuez de Joaquín Rodrigo - Rhapsodia Cubana de Ernesto Lecuona | - Bonzo's Montreux de Led Zeppelin                                      |
| 2000–01   | - Don Quijote de Ludwig Minkus                                 | - Concierto de Aranjuez de Joaquín Rodrigo                                       | - Mambo Mambo de Lou Bega                                               |
| 1999–2000 | - Concierto para violín) de Felix Mendelssohn                  | - Rising Sun de Kitarō                                                           | - I Could Not Ask For More de Edwin McCain                              |
| 1998–99   | - Two-Minute Warning de Ernie Albert - Doop-Doop de Doop       | - El hombre de la máscara de hierro de Nick Glennie-Smith                        | - Heaven and Earth de Kitarō - I Believe I Can Fly de R. Kelly          |
| 1997–98   | - Original song                                                | - El Cid de Miklós Rózsa                                                         | - I Believe I Can Fly de R. Kelly                                       |
| 1996–97   | - Tico Tico                                                    | - Swing Kids                                                                     |                                                                         |

## Aspectos competitivos
| Internacional              | Internacional | Internacional | Internacional | Internacional | Internacional | Internacional | Internacional | Internacional | Internacional | Internacional | Internacional |
| Evento                     | 1995–96       | 96–97         | 97–98         | 98–99         | 1999–2000     | 2000–01       | 01–02         | 02–03         | 03–04         | 04–05         | 05–06         |
| -------------------------- | ------------- | ------------- | ------------- | ------------- | ------------- | ------------- | ------------- | ------------- | ------------- | ------------- | ------------- |
| Olímpicos                  |               |               | 15.º          |               |               |               | 4.º           |               |               |               |               |
| Campeonato Mundial         | 13.º          | 10.º          | 11.º          | 6.º           | 10.º          | 5.º           | 3.º           | 3.º           |               | WD            |               |
| Cuatro Continentes         |               |               |               | 1.º           | 5.º           | 2.º           | 2.º           | 1.º           | WD            |               |               |
| GP Grand Prix Final        |               |               |               |               |               |               | 5.º           |               |               |               |               |
| GP Trofeo Eric Bompard     |               |               |               |               |               |               |               | 3.º           |               |               |               |
| GP Trofeo NHK              | 4.º           | 9.º           | 6.º           | 2.º           | 6.º           | 4.º           | 1.ºv          | 2.º           |               | 7.º           | 9.º           |
| GP Skate America           |               | 6.º           | 7.º           |               |               |               | 2.º           |               | 2.º           |               |               |
| GP Skate Canada            |               | 9.º           |               | 5.º           | 3.º           | 5.º           |               | 1.º           | 3.º           | 7.º           | 4.º           |
| GP Bofrost Cup on Ice      |               |               |               |               |               |               | 5.º           |               |               |               |               |
| Trofeo Nebelhorn           | 1.º           |               |               |               |               |               |               |               |               |               |               |
| Asian Games                |               |               |               |               |               |               |               | 1.º           |               |               |               |
| Internacional: Juvenil     |               |               |               |               |               |               |               |               |               |               |               |
| Campeonato Mundial Juvenil | 2.º           |               |               |               |               |               |               |               |               |               |               |
| Nacionales                 |               |               |               |               |               |               |               |               |               |               |               |
| Campeonato de Japón        | 1.º           | 1.º           |               |               | 1.º           | 1.º           |               | 1.º           |               | 1.º           | 5.º           |